# Showbizzquiz

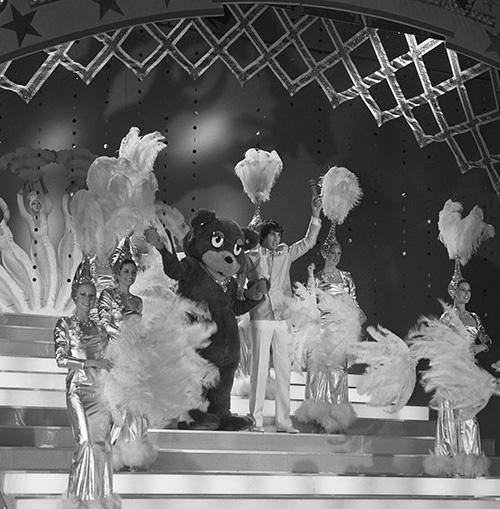
Bella Beer en Ron Brandsteder tijdens een uitzending van de Showbizzquiz

De Showbizzquiz was tussen 1978 en 1986 een Nederlands spelprogramma gepresenteerd door Ron Brandsteder en uitgezonden bij de TROS. Het televisieprogramma ontstond als parodie op bekende showprogramma's. Kandidaten moesten op weg naar de finale spellen spelen die te maken hadden met show, televisie, film en revue.
In 2013 keerde het programma terug op SBS6.

## Debuut van Brandsteder
Ron Brandsteder maakte zijn televisiedebuut in het programma. Tot dan toe was hij alleen maar een beetje bekend als zanger. Hij werd ontdekt door Ivo Niehe, maar drie weken voor de quiz zou beginnen, werd hij pas als presentator gevraagd. Oorspronkelijk zou André van Duin het programma presenteren, maar hij haakte af en toen werd Brandsteder gevraagd. Van Duin heeft dus met deze beslissing de deur voor Brandsteder opengezet. Van Duin kwam wel een aantal keer bij Brandsteder langs en heeft één keer zijn rol overgenomen.

## Bekende onderdelen

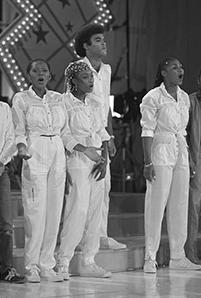
Boney M. treedt op in Showbizzquiz in 1981

- Aan het begin van de show kwamen de kandidaten de trap af en stelden ze zich zingend voor.
- Kandidaten moeten raden wie er in de doos zit. De kandidaten konden hierachter komen door de mystery guest vragen te stellen die de mystery guest dan met ja of nee beantwoordde. Dit gaat om 50 miljoen punten.
- Mensen kregen een foto te zien van een artiest en moeten een liedje van deze artiest aanheffen. Als het goed is, wint het team 10 miljoen punten.
- Ron las een artikel voor waarin een aantal woorden ontbraken. Als beide teamleden dit ontbrekende woord goed raden, winnen ze 10 miljoen punten.
- Op het eind moesten de kandidaten met een bekende artiest optreden. Hierna werd de winnaar bekendgemaakt.
- In het begin was het minimale aantal punten dat kon worden gescoord 1 miljoen punten. Dit kon oplopen tot een aantal miljoen punten. Later werden de miljoenen punten vervangen door gewone punten met een minimum van 1 punt.
- Het winnende koppel kreeg een aantal showbizzvragen. Voor ieder goed antwoord wonnen ze letters van de naam van een vakantiebestemming. Als deze naam er volledig stond, won het koppel een reis naar deze bestemming.

## Assistenten
Brandsteder werd in de Showbizzquiz bijgestaan door Bella Beer, die gespeeld werd door Zillah Emanuels. De twee waren zo populair dat er zelfs een eigen lied werd opgenomen: Lieve Bella Beer, waarmee ze in 1981 optraden in het programma Op volle toeren. Het lied bereikte in het najaar van 1981 de vijftiende plek in de Nederlandse Top 40. In 1983 werd Bella Beer vervangen door Nancy Dubbeldeman, die in 1983 en 1984 als assistente fungeerde. In 1985 was een jonge Linda de Mol assistente.

## Einde
Na acht succesjaren stopte de Showbizzquiz. De TROS vond het tijd voor een nieuwe show met Brandsteder. Gedurende één seizoen in 1987 presenteerde hij Moordspel, daarna volgde Ron's Honeymoon Quiz, dat eerst tussen 1987 en 1989 bij de TROS liep en daarna naar RTL 4 verhuisde om daar nog tot 1996 te worden uitgezonden.

## De terugkeer van de Showbizzquiz
Ron en Rick Brandsteder gingen in 2013 de strijd met elkaar aan in een nieuwe versie van de Showbizzquiz op SBS6. Vader en zoon testten in de Showbizzquiz hun showbizzkennis en voerden elk een team aan van vier kandidaten. Het winnende team ging naar huis met een flink geldbedrag.